# 동신초등학교 (부산)
동신초등학교는 대한민국 부산광역시 서구 동대신동3가에 있는 공립 초등학교이다.

## 학교 연혁
- 1939년 3월 30일 부산제10공립심상소학교 개교
- 1941년 4월 1일 부산제10공립국민학교로 개칭[1]
- 1946년 4월 20일 부산제5공립국민학교로 개칭
- 1946년 5월 10일 동신국민학교로 개칭
- 1992년 6월 20일 방송실 확장(3원화 방송시설)
- 1996년 3월 1일 동신초등학교로 개칭[2]
- 1997년 1월 6일 병설유치원 개원
- 2004년 9월 20일 과학실 현대화사업
- 2005년 4월 20일 제60주년 개교기념일 행사 개회
- 2005년 12월 27일 운동장 라인 공사 완공, 화장실 증개축 공사
- 2008년 3월 17일 보건실 현대화사업
- 2008년 5월 31일 과학실 현대화사업
- 2008년 9월 22일 학생 사물함 설치
- 2009년 3월 13일 학생 자전거 보관대 설치
- 2010년 5월 17일 돌봄교실 개관
- 2014년 4월 8일 동신드림홀 다목적강당 개관
- 2017년 9월 1일 제29대 오희정 교장 부임
- 2019년 4월 25일 방송장비 교체
- 2019년 8월 30일 덤웨이트 교체
- 2019년 11월 29일 동신 DREAM 페스티벌(동신학예회)
- 2020년 2월 21일 제75회 졸업식(남 51, 여46, 계 97명 졸업, 누계 34,476명)
- 2020년 3월 1일 23학급 편성(특수학급 1학급 포함)

## 참고 자료
- 동신초등학교 - 한국교육학술정보원 학교알리미